# الجابرية (دير حافر)
جابرية قرية سوريّة تتبع إداريّاً لمحافظة حلب منطقة دير حافر ناحية كويرس شرقي، بلغ تعداد سكانها 612 نسمة حسب التعداد السكاني لعام 2004.